# Guskovići
Guskovići (en cyrillique : Гусковићи) est un village de Bosnie-Herzégovine. Il est situé dans la municipalité de Goražde, dans le canton du Podrinje bosnien et dans la fédération de Bosnie-et-Herzégovine. Selon les premiers résultats du recensement bosnien de 2013, il compte 43 habitants.

## Démographie

### Évolution historique de la population
| 1948 | 1953 | 1961 | 1971 | 1981 | 1991 | 2013 |
| ---- | ---- | ---- | ---- | ---- | ---- | ---- |
| -    | -    | 118  | 150  | 157  | 110  | 43   |

|  |

### Répartition de la population par nationalités (1991)
En 1991, les 110 habitants du village étaient tous Musulmans (bosniaques).